# Конхоидное преобразование

Конхоидное преобразование

Конхо́идное преобразова́ние (англ. conchoidal transform, от др.-греч. κονχοειδής — похожий на раковину) — точечное преобразование плоскости, переводящее точку в конхоиду — точку, радиус-вектор которой увеличен или уменьшен на постоянную величину относительно радиус-вектора исходной точки.
Если полюс бесконечно удалён, то конхоидное преобразование вырождается в параллельный перенос с фиксированным направлением.
При нулевом радиус-векторе конхоидное преобразование не определено.

## Уравнения конхоидного преобразования
Если координаты исходной точки в полярной системе координат {\displaystyle (r,\,\varphi ),\,} то координаты преобразованной {\displaystyle (r+l,\,\varphi ),\,} то есть уравнение конхоидного преобразования имеет следующий вид (см. рисунок справа вверху в начале статьи):
{\displaystyle r'=r+l,\,} {\displaystyle \varphi '=\varphi .}
Начало радиус-вектора называется полюсом конхоиды (в данном случае это начало координат {\displaystyle (0,\,0)\,}), а постоянная величина приращения радим-вектора {\displaystyle l\,} — модулем конхоиды. Направление радиус-вектора называется направлением конхоиды.
Конхоидные преобразования {\displaystyle r'=r+l} с фиксированным полюсом и направлением образуют:
- точки вещественной прямой {\displaystyle \mathbb {R} } с координатами {\displaystyle l};
- абелеву группу, изоморфную группе параллельных переносов {\displaystyle \mathbb {R} }, то есть группе сложения вещественных чисел, поскольку выполняются два свойства этого преобразования[3]:

- композиция двух конхоидных преобразований есть конхоидное преобразование:

{\displaystyle r''\circ r'=(r+l'')\circ (r+l')=(r+l')+l''=}
{\displaystyle =r+(l'+l'')=r+l''';}
- преобразование, обратное конхоидному преобразованию {\displaystyle r=r+l}, есть конхоидное преобразование {\displaystyle r^{-1}=r-l}:

{\displaystyle (r-l)\circ (r+l)=(r+l)-l=r.}
Конхоидные преобразования {\displaystyle r'=r+l} только с фиксированным полюсом образуют точки проективно-вещественной плоскости {\displaystyle \mathbb {P} \times \mathbb {R} } с координатами {\displaystyle ((r\cos \varphi ,\,r\sin \varphi );\,l)} и не образуют группу, поскольку конхоидные преобразования с фиксированными полюсом и разными направлениями не образуют композиции.
На комплексной плоскости уравнение конхоидного преобразования с полюсом в начале координат имеет следующий вид (см. рисунок справа вверху):
{\displaystyle z'=z+l{\sqrt {\frac {z}{\bar {z}}}}=z+l{\frac {z}{|z|}}=z+le^{i\varphi },}
где {\displaystyle e^{i\varphi }} — единичный вектор, определяющий направление конхоидного преобразования от полюса {\displaystyle (0,\,0)\,} к произвольной точке плоскости {\displaystyle z=x+iy;\,} {\displaystyle \cos \varphi ={\frac {x}{|z|}};\,} {\displaystyle \sin \varphi ={\frac {y}{|z|}}.}
Обычное уравнение конхоидного преобразования с полюсом в начале координат произвольной точки декартовой плоскости имеет следующий вид:
{\displaystyle a'=a+l{\frac {a}{|a|}}=a+le,}
где {\displaystyle e\,} — единичный вектор, определяющий направление конхоидного преобразования от полюса к произвольной точке пространства {\displaystyle a} (см. рисунок справа вверху).
На декартовой плоскости конхоидное преобразование с полюсом в начале координат имеет следующий параметрический вид как декартовых координат конхоиды {\displaystyle r'=r+l} (см. рисунок справа вверху):
{\displaystyle x=x(t)\left(1+{\frac {l}{\sqrt {x^{2}(t)+y^{2}(t)}}}\right),}
{\displaystyle y=y(t)\left(1+{\frac {l}{\sqrt {x^{2}(t)+y^{2}(t)}}}\right),}
а с произвольным полюсом {\displaystyle (x_{0},\,y_{0})} — более сложный параметрический вид:
{\displaystyle x=x(t)+\left({\frac {l(x(t)-x_{0})}{\sqrt {(x(t)-x_{0})^{2}+(y(t)-y_{0})^{2}}}}\right),}
{\displaystyle y=y(t)+\left({\frac {l(y(t)-y_{0})}{\sqrt {(x(t)-x_{0})^{2}+(y(t)-y_{0})^{2}}}}\right),}

## Конхоидное преобразование кривых
Конхоидное преобразование используется для образования новых плоских кривых — конхоид из исходных — директрис, или базисов. В этом случае его уравнение могут записать в виде
{\displaystyle r(\varphi )=f(\varphi )\pm l,\,} {\displaystyle l>0,}
где {\displaystyle r(\varphi )=f(\varphi )} — уравнение директрисы. и говорить о {\displaystyle 2m} ветвях конхоиды, которые соответствуют прибавлению и вычитанию положительной константы {\displaystyle l} к координатам {\displaystyle f(\varphi ),\,} соответствующим {\displaystyle m} точкам — максимальному количеству точек пересечения директрисы с произвольной прямой {\displaystyle \varphi =\varphi _{0}}. Обычно рассматривают случаи с {\displaystyle m=1}.
Например, конхоида Никомеда как конхоида прямой и улитка Паскаля как конхоида окружности с полюсом на окружности относятся к случаю {\displaystyle m=1,\,} а конхоида конхоиды — вторая конхоида — и конхоида окружности, когда полюс не лежит на окружности —  к случаю {\displaystyle m=2.}
При {\displaystyle l=0} конхоида совпадает со своей директрисой, а при {\displaystyle l\to \infty } — с бесконечно удалёнными точками на окружности бесконечного радиуса.
При {\displaystyle f(\varphi _{0})=0} угол {\displaystyle \varphi _{0}} выбирается по непрерывности конхоиды.
Конхоиды {\displaystyle r=f+l} с фиксированным полюсом, аналогично точечным конхоидным преобразованиям, образуют (если ветвей несколько, то берётся нужная):
- точки вещественной прямой {\displaystyle \mathbb {R} } с координатами {\displaystyle l};
- коммутативную группу, изоморфную группе параллельных переносов {\displaystyle \mathbb {R} }, то есть группе сложения вещественных чисел, поскольку выполняются два свойства этого преобразования[3]:

Когда обе ветви конхоиды совпадают, то есть совпадают кривые
{\displaystyle r(\varphi )=f(\varphi )+l,\,} {\displaystyle r(\varphi )=f(\varphi )-l,\,} {\displaystyle l>0,}
директриса {\displaystyle f(\varphi )} называется минимальной конхоидой, поскольку любая конхоида с этой первоначальной директрисой не может быть «меньше» минимальной конхоиды: для любой первой конхоиды минимальной директрисы
{\displaystyle r(\varphi )=f(\varphi )\pm l,\,} {\displaystyle l>0}
две из четырёх ветвей второй конхоиды (с первой конхоидой как директрисой)
{\displaystyle r(\varphi )=(f(\varphi )\pm l)\mp 2l,\,} {\displaystyle l>0}
совпадают друг с другом и с исходной первой конхоидой.
Например, минимальная конхоида — базовая окружность улитки Паскаля.

## Общее конхоидное преобразование

Общее конхоидное преобразование

В общем случае полюс конхоидного преобразования может быть произвольным, то есть уравнение конхоидного преобразования на комплексной плоскости имеет следующий вид (см. рисунок справа):
{\displaystyle z'=z+l{\sqrt {\frac {z-z_{0}}{\overline {z-z_{0}}}}}=}
{\displaystyle =z+l{\frac {z-z_{0}}{|z-z_{0}|}}=}
{\displaystyle =z+le^{i\varphi },}
где {\displaystyle z_{0}=x_{0}+iy_{0}\,} — полюс; {\displaystyle l\,} — модуль; {\displaystyle e^{i\varphi }\,} — единичный вектор, определяющий направление конхоидного преобразования от полюса к произвольной точке плоскости {\displaystyle z=x+iy;\,} {\displaystyle \cos \varphi ={\frac {x-x_{0}}{|z-z_{0}|}};\,} {\displaystyle \sin \varphi ={\frac {y-y_{0}}{|z-z_{0}|}}.}
Если полюс бесконечно удалён, то конхоидное преобразование вырождается в параллельный перенос.
При нулевом радиус-векторе конхоидное преобразование не определено.
Два конхоидных преобразования {\displaystyle z'=z+le^{i\varphi }\,} и {\displaystyle z''=z'+l'e^{i\varphi '},\,} действующие на одной прямой, эквивалентны на прямой, если результаты их действия совпадают, то есть если равны их модули и направления (полюса могут различаться):
{\displaystyle l=l',\,} {\displaystyle e^{i\varphi }=e^{i\varphi '},\,} {\displaystyle z,\,z',\,z''} коллинеарны.
Конхоидные преобразования {\displaystyle z'=z+le^{i\varphi }}, действующие на одной прямой, с точностью до эквивалентных преобразований образуют:
- точки вещественной прямой {\displaystyle \mathbb {R} } с координатами {\displaystyle l};
- абелеву группу, изоморфную группе параллельных переносов {\displaystyle \mathbb {R} }, то есть группе сложения вещественных чисел.

Два произвольных конхоидных преобразования {\displaystyle z'=z+le^{i\varphi }\,} и {\displaystyle z''=z'+l'e^{i\varphi '}\,} эквивалентны, если результаты их действия совпадают, то есть если равны их модули и направления (полюса могут различаться):
{\displaystyle l=l',\,} {\displaystyle e^{i\varphi }=e^{i\varphi '}.}
Конхоидные преобразования {\displaystyle z'=z+le^{i\varphi }} одинакового направления с точностью до эквивалентных преобразований образуют точки вещественной плоскости {\displaystyle \mathbb {R} ^{2}} с координатами {\displaystyle (x+y,\,l)} и не образуют группу, поскольку конхоидные преобразования одного направления, не лежащие на одной прямой, не образуют композиции.
Конхоидное преобразование имеет обратное преобразование {\displaystyle z^{-1}=z-le^{i\varphi }:}
{\displaystyle z-le^{i\varphi }\circ z+le^{i\varphi }=z+le^{i\varphi }-le^{i\varphi }=z,\,}
а также композиция двух конхоидных преобразований есть снова конхоидное преобразование, так как сумма комплексных чисел есть снова комплексное число:
{\displaystyle z''\circ z'=z'+l'e^{i\varphi '}\circ z+le^{i\varphi }=z+le^{i\varphi }+l'e^{i\varphi '}=}
{\displaystyle =z+l''e^{i\varphi ''}=z+l''{\frac {z-z''_{0}}{|z-z''_{0}|}},}
другими словами, конхоидные преобразования {\displaystyle z'=z+le^{i\varphi }} с точностью до эквивалентных преобразований образуют коммутативную группу, изоморфную группе параллельных переносов {\displaystyle \mathbb {R} ^{2}}, то есть группе сложения радиус-векторов плоскости, поскольку выполняются эти два групповые свойства.
Пусть заданы два конхоидных преобразования своими полюсами соответственно {\displaystyle z_{0}=x_{0}+iy_{0}\,} и {\displaystyle z_{0}'=x_{0}'+iy_{0}'\,} и модулями соответственно {\displaystyle l\,} и {\displaystyle l',\,} а также задана исходная произвольная точка плоскости {\displaystyle z=x+iy\,}  (см. рисунок справа). Тогда первая конхоида {\displaystyle z'} исходной точки {\displaystyle z} равна
{\displaystyle z'=z+le^{i\varphi },\,} {\displaystyle \cos \varphi ={\frac {x-x_{0}}{|z-z_{0}|}};\,} {\displaystyle \sin \varphi ={\frac {y-y_{0}}{|z-z_{0}|}},\,}
а конхоида {\displaystyle z''} первой конхоиды {\displaystyle z'} (вторая конхоида исходной точки) равна
{\displaystyle z''=z'+l'e^{i\varphi '},\,} {\displaystyle \cos \varphi '={\frac {x'-x_{0}'}{|z'-z_{0}'|}};\,} {\displaystyle \sin \varphi '={\frac {y'-y_{0}'}{|z'-z_{0}'|}}.}
Из композиции двух конхоидных преобразования
{\displaystyle z'\circ z=z+le^{i\varphi }+l'e^{i\varphi '}=z+l''e^{i\varphi ''},\,}
{\displaystyle \cos \varphi ''={\frac {x-x_{0}''}{|z-z_{0}''|}};\,} {\displaystyle \sin \varphi ''={\frac {y-y_{0}''}{|z-z_{0}''|}},\,}
получаем два уравнения
{\displaystyle l''\cos \varphi ''=l\cos \varphi +l'\cos \varphi ',\,}
{\displaystyle l''\sin \varphi ''=l\sin \varphi +l'\sin \varphi ',\,}
из которых вычисляем модуль {\displaystyle l''} композиции (см. рисунок справа вверху)
{\displaystyle l''^{2}=(l\cos \varphi +l'\cos \varphi ')^{2}+(l\sin \varphi +l'\sin \varphi ')^{2}=}
{\displaystyle =l^{2}+l'^{2}+2ll'(\cos \varphi \cos \varphi '+\sin \varphi \sin \varphi ')=}
{\displaystyle =l^{2}+l'^{2}+2ll'\cos(\varphi '-\varphi ),}
где {\displaystyle \pi -(\varphi '-\varphi )} — угол при вершине {\displaystyle z'} треугольника {\displaystyle zz'z''} (получили теорему косинусов).
Для вычисления полюса {\displaystyle z_{0}''=x_{0}''+iy_{0}''} одного из преобразований, эквивалентного композиции, предположим, что
{\displaystyle z''-z=z-z_{0}'',\,}
откуда (см. рисунок справа вверху)
{\displaystyle z_{0}''=2z-z''.}

## Конхоидное преобразование в многомерном пространстве
Уравнение общего конхоидного преобразования произвольной точки {\displaystyle n}-мерного декартового пространства имеет следующий вид:
{\displaystyle a'=a+l{\frac {a-a_{0}}{|a-a_{0}|}}=a+le,}
где {\displaystyle a_{0}=(a_{01},\,a_{02},\,\dots ,\,a_{0n})\,} — полюс; {\displaystyle l\,} — модуль; {\displaystyle e=(e_{1},\,e_{2},\,\dots ,\,e_{n})\,} — единичный вектор, определяющий направление конхоидного преобразования от полюса к произвольной точке пространства {\displaystyle a=(a_{1},\,a_{2},\,\dots ,\,a_{n}).}
Если полюс бесконечно удалён, то конхоидное преобразование вырождается в параллельный перенос.
При нулевом радиус-векторе конхоидное преобразование не определено.
Два конхоидных преобразования {\displaystyle a'=a+le} и {\displaystyle a''=a'+l'e,} действующие на одной прямой, эквивалентны на прямой, если результаты их действия совпадают, то есть если равны их модули и направления (полюса могут различаться):
{\displaystyle l=l',\,} {\displaystyle e=e',\,} {\displaystyle a,\,a',\,a''} коллинеарны.
Конхоидные преобразования {\displaystyle a'=a+le}, действующие на одной прямой, с точностью до эквивалентных преобразований образуют:
- точки вещественной прямой {\displaystyle \mathbb {R} } с координатами {\displaystyle l};
- абелеву группу, изоморфную группе параллельных переносов {\displaystyle \mathbb {R} }, то есть группе сложения вещественных чисел.

Два конхоидных преобразования {\displaystyle a'=a+le\,} и {\displaystyle a''=a'+le'\,} эквивалентны, если результаты их действия совпадают, то есть если равны их модули и направления (полюса могут различаться):
{\displaystyle l=l',\,} {\displaystyle e=e'.}
Конхоидные преобразования {\displaystyle a'=a+le} одинакового направления с точностью до эквивалентных преобразований образуют точки {\displaystyle n}-мерного вещественного пространства {\displaystyle \mathbb {R} ^{n}} с координатами
{\displaystyle (a_{1}+a_{2},\,a_{2}+a_{3},\,\dots ,\,a_{n-1}+a_{n},\,l)}
и не образуют группу, поскольку конхоидные преобразования одного направления, не лежащие на одной прямой, не образуют композиции.
Конхоидное преобразование имеет обратное преобразование {\displaystyle a^{-1}=a-le:}
{\displaystyle a-le\circ z+le=a+le-le=a,\,}
а также композиция двух конхоидных преобразований есть снова конхоидное преобразование, так как сумма радиус-векторов есть снова радиус-вектор:
{\displaystyle a'''=a''\circ a'=a'+l'e'\circ a+le=a+le+l'e'=}
{\displaystyle =a+l''e''=a+l''{\frac {a-a''_{0}}{|a-a''_{0}|}},}
другими словами, конхоидное преобразование {\displaystyle a'=a+le} с точностью до эквивалентных преобразований образует коммутативную группу, изоморфную группе параллельных переносов {\displaystyle \mathbb {R} ^{n}}, то есть группе сложения радиус-векторов пространства, поскольку выполняются эти два групповые свойства.
Пусть заданы два конхоидных преобразования своими полюсами соответственно {\displaystyle a_{0}=(a_{01},\,a_{02},\,\dots ,\,a_{0n})\,} и {\displaystyle a_{0}'=(a_{01}',\,a_{02}',\,\dots ,\,a_{0n}')\,} и модулями соответственно {\displaystyle l\,} и {\displaystyle l',\,} а также задана исходная произвольная точка плоскости {\displaystyle a=(a_{1},\,a_{2},\,\dots ,\,a_{n})\,} (см. рисунок справа для трёхмерного пространства). Тогда первая конхоида {\displaystyle a'} исходной точки {\displaystyle a} равна
{\displaystyle a'=a+le,\,} {\displaystyle e={\frac {a-a_{0}}{|a-a_{0}|}},}
а конхоида {\displaystyle a''} первой конхоиды {\displaystyle a'} (вторая конхоида исходной точки) равна
{\displaystyle a''=a'+l'e',\,} {\displaystyle e'={\frac {a'-a_{0}'}{|a'-a_{0}'|}}.}
Из композиции двух конхоидных преобразования
{\displaystyle a'''=a''\circ a'=a+le+l'e'=a+l''e'',\,} {\displaystyle e''={\frac {a''-a_{0}''}{|a''-a_{0}''|}}}
получаем {\displaystyle n} уравнений, {\displaystyle i=1,\,2,\,\dots ,n:}
{\displaystyle l''e''_{i}=le_{i}+l'e'_{i},}
из которых вычисляем модуль {\displaystyle l''} композиции (см. рисунок справа вверху для трёхмерного пространства)
{\displaystyle l''^{2}=\sum _{i=1}^{n}(le_{i}+l'e'_{i})^{2}=}
{\displaystyle =l^{2}+l'^{2}+2ll'\sum _{i=1}^{n}(e_{i}\cdot e'_{i})=}
{\displaystyle =l^{2}+l'^{2}+2ll'\cos \angle (e,\,e'),}
{\displaystyle =l^{2}+l'^{2}-2ll'\cos \angle aa'\!a'',}
где {\displaystyle \angle aa'\!a''=\pi -\angle (e,\,e')} (получили теорему косинусов).
Для вычисления полюса {\displaystyle a_{0}''=(a_{01}'',\,a_{02}'',\,\dots ,\,a_{0n}'')\,} одного из преобразований, эквивалентного композиции, предположим, что
{\displaystyle a''-a=a-a_{0}'',}
откуда (см. рисунок справа вверху для трёхмерного пространства)
{\displaystyle a_{0}''=2a-a''.}
На рисунке видно, что Исходная точка и обе её конхоиды лежат в одной плоскости композиции.